# 高嵩月
高 嵩月（こうすうげつ、宝暦5年（1755年） - 文政13年8月29日（1830年10月15日））は江戸時代の英派の絵師。観嵩月とも表記される。

## 来歴
高嵩谷の門人。氏は坂本、名は常雄。字は子行または巨熊。嵩月、蓑虫庵、景訥、観、卓朗斎、（草冠＋鹿）菴と号す。生家は筑島屋といい、もともとは材木屋だったが、祖父・坂本雪花斎の代に別家し、地主として地代で生活していた。父は幕府御用達という池之端仲町の小間物手遊類問屋の大槌屋（新井氏）からの養子だった。祖父の代から俳号を持っており、祖父の姉または妹が江戸座の俳人・岡田米仲の妻になり、自身も米化という俳名を持つなど俳諧グループとの繋がりもあった。
久松町に住んでおり、主に寛政から文政にかけて活躍、肉筆画のほかにわずかに版画、摺物を残している。一方、書画に精通しており、菅原洞斎著『画師姓名冠字類鈔』や朝岡興禎著『古画備考』に、情報の提供や仲介をし、その成立に大きな貢献を果たした。嵩月の祖父の長屋に晩年の尾形乾山が住んだ（『古画備考』巻三十五）という縁からか、酒井抱一にも乾山の情報を提供している。嵩月自身も、『画師冠字類考』（西尾市岩瀬文庫蔵）を編著している。戒名は観月院湘室景納居士、墓は深川の陽岳寺で、金3両で妻と共に永代供養を契約したためか、現在も陽岳寺の本堂前に観月の墓石は残っている。また、その墓の隣にはやはり金1両で永代供養を約した英一蝶 (2代目)の墓が建っている。

## 作品
| 作品名       | 技法       | 形状・員数 | 寸法（縦x横x奥行cm） | 所有者             | 年代 | 落款・印章                        | 備考                     |
| ------------ | ---------- | ---------- | -------------------- | ------------------ | ---- | --------------------------------- | ------------------------ |
| 末広がり図   | 板金地著色 | 絵馬1面    | 100.0x148.5x6.0      | 法明寺 (豊島区)    |      | 款記「観嵩月圖」/印文不明朱文方印 | 狂言「末広がり」に取材。 |
| 源為朝と鬼図 |            | 絵馬1面    |                      | 三囲神社           |      |                                   |                          |
| 信玄と謙信図 |            | 絵馬1面    |                      | 瀧泉寺（目黒不動） |      |                                   |                          |

錦絵
- 「紅葉にみの虫」 横大錦
- 「花扇の使」 扇面